# Departamento del Cuzco
Cuzco es un departamento de la República del Perú ubicado en el sureste del país, con capital en la homónima ciudad del Cuzco. Limitando al norte con los departamentos de Junín y de Ucayali, al este con Madre de Dios, al sureste con Puno, al sur con Arequipa y al oeste con Apurimac y Ayacucho. Con 71 986 km² de superficie es el cuarto departamento más extenso, a continuación de Loreto, Ucayali y Madre de Dios.
Su territorio comprende un sector de la región andina en la parte central y meridional de su jurisdicción, y zonas bajas cubiertas por la selva amazónica en su parte septentrional. En esta región se encuentran las primeras civilizaciones andinas con la influencia de Huari y Tiahuanaco. Es también cuna del Tahuantinsuyo y sitio de la resistencia de los Incas de Vilcabamba tras la Conquista del Perú. Es en este departamento, en la hacienda Marcahuasi (Mollepata), donde en el siglo XVI se cultiva la primera vid del continente americano y se produce el primer pisco. Sus principales recursos agrícolas son el maíz, la cebada, la quinua, el té y el café. En minería sobresale el oro y en energía el gas.

## Historia
Alrededor de los 2000 a. C. se desarrolló en el territorio cuzqueño la cultura Marcavalle, asociada a las primeras evidencias de agricultura en esta zona.  Posteriormente, entre los años 500 a. C. y 500 d. C. fue ocupado por las culturas pacallamoco y huaru (waru). Luego se inicia las culturas wari-lucre y killke. Finalmente fue ocupado por el Imperio huari. 
La cultura inca comenzará su apogeo después de derrotar a los chancas hacia 1438 y a partir de ese momento iniciará desde Cuzco un proceso de sometimiento y absorción se las etnias y pueblos que colindaban con ellos, alcanzando su máxima expansión en los tiempos de Huayna Cápac (1493-1525).  
El Tahuantinsuyo se extenderá hasta los territorios de Perú, Ecuador, y determinadas zonas de los actuales estados de Colombia, Bolivia, Chile y Argentina. Dejó en el valle de Urubamba grandes construcciones arquitectónicas.
La identidad cultural inca en el Cuzco se vio absorbida en una fusión de culturas con la llegada de los españoles, el 15 de noviembre de 1533 en el contexto de las guerras civiles entre Huáscar, el sucesor de Huayna Cápac, y su medio hermano Atahualpa, que terminó por ejecutar a Huáscar en 1533. Los españoles conquistaron Cuzco con el apoyo de varias panacas huascaristas y cañaris, chachapoyas y de otras etnias que habían sido vasallas de los incas. En 1536 Manco Inca empezó una guerra contra los españoles y las etnias indígenas que los apoyaban que tuvo su continuación en las rebeliones de Túpac Amaru I. En el siglo XVIII Túpac Amaru II iniciaría la denominada Gran rebelión, que sería sofocada por tropas virreinales organizadas en Lima con el apoyo de caciques indígenas de Chinchero y regiones colindantes. Entre 1814 y 1815 Mateo Pumacahua inició otra revuelta indígena, tras haber combatido previamente a Túpac Amaru II. En la época virreinal la región de Cuzco vivió un prolongado periodo de paz y potenciación, recibiendo el apoyo y la inversión directa de las autoridades para el desarrollo urbanístico, arquitectónico, agrícola, sanitario, cultural y de infraestructuras que acompañaba a la gestión de estos territorios por parte de las autoridades virreinales del Perú.
Hacia inicios de la república, Cuzco se levanta como eje económico del sur andino del Perú. Desde inicios de los años 1900 se comunica con la costa mediante ferrocarril y en 1911 se da a conocer Machu Picchu, una de las maravillas del mundo moderno. Actualmente, el departamento destaca por ser un importante centro turístico y energético del Perú.

## Geografía
- Ríos más importantes: Urubamba, Vilcanota y Apurímac.
- Cordilleras: cordillera de Urubamba, cordillera de Vilcabamba y cordillera de Vilcanota
- Nevados: Ausangate (6,384 m s. n. m.), Salcantay (6,271 m s. n. m.), Callangate (6,110 m s. n. m.), Chumpe (6,106 m s. n. m.), Alcamarinayoc (6,102 m s. n. m.), Verónica (5,682  m s. n. m.)
- Abras: Chimboya (5,150 m s. n. m.) en Canchis; Hualla Hualla (4,280 m s. n. m.) en Quispicanchis; Huaylla Apacheta (4,700 m s. n. m.) en Chumbivilca y La Raya (4,313 m s. n. m.) en Canas.
- Pongos ('pasos angostos y peligrosos de ríos', del quechua punku que significa 'puerta'): Mainique y Timpia (500 m s. n. m.) en La Convención.
- Lagunas: Sibinacocha, Pomacanchi y Languilayo.

## Ubicación
Ubicado en la región sur oriental del Perú, comprende zonas andinas y parte de la selva alta. Limita al norte con Ucayali, al sur con Arequipa y Puno, al este con Madre de Dios y Puno y al oeste con Arequipa, Apurímac, Ayacucho y Junín.
- Superficie: 71 986,50 km²
- Latitud Sur: 13° 30'45"

- Longitud oeste: entre meridianos 73° 59´52" y 73° 57´ 45"
- Densidad demográfica: 16,7 hab./km².
- Población: Total: 1.205.527 habitantes.
- Capital del Departamento: Cusco (3399 m s. n. m.)
- Provincias: Acomayo, Anta, Calca, Canas, Canchis, Cuzco, Chumbivilcas, Espinar, La Convención, Paruro, Paucartambo, Quispicanchi y Urubamba.
- Distritos: 112.
- Clima: Su clima es frío y seco de mayo a diciembre y lluvioso en los meses de enero hasta abril. La temperatura media en la capital es de 12 °C siendo la máxima de 18 °C y la mínima alrededor de 4 °C más o menos. En la selva amazónica es tropical

## Demografía

### Ciudades más pobladas
A continuación una tabla con las principales ciudades del departamento de Cusco:

## División administrativa

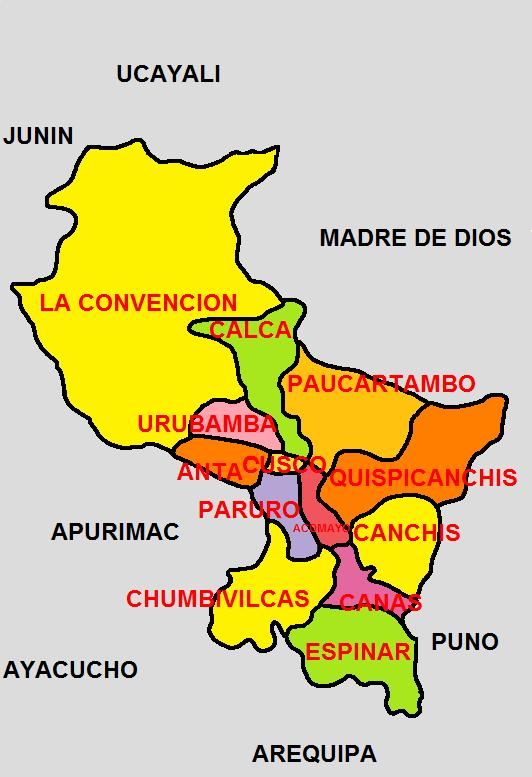
División política de Cuzco.

El departamento cuenta con un área total de 71 986,50 km² con una población de 1 205 527 habitantes y se organiza en trece (13) provincias:
|    |               |                |           |                |  |  |
|    | Provincia     | Capital        | Población | Mapa Distrital |  |  |
| 1  | Espinar       | Yauri          | 57 582    |                |  |  |
| 2  | Canchis       | Sicuani        | 95 774    |                |  |  |
| 3  | Paruro        | Paruro         | 25 567    |                |  |  |
| 4  | Anta          | Anta-Izcuchaca | 56 206    |                |  |  |
| 5  | Quispicanchi  | Urcos          | 87 430    |                |  |  |
| 6  | Calca         | Calca          | 63 155    |                |  |  |
| 7  | Urubamba      | Urubamba       | 60 739    |                |  |  |
| 8  | Cuzco         | Cuzco          | 447 588   |                |  |  |
| 9  | Paucartambo   | Paucartambo    | 42 504    |                |  |  |
| 10 | La Convención | Quillabamba    | 147 148   |                |  |  |
| 11 | Chumbivilcas  | Santo Tomás    | 66 410    |                |  |  |
| 12 | Acomayo       | Acomayo        | 22 940    |                |  |  |
| 13 | Canas         | Yanaoca        | 32 484    |                |  |  |

## Autoridades

### Regionales
Como todos los departamentos del Perú y la el departamento de Cuzco conforma posee un gobierno regional propio.
- 2023–2026[9]
  - Gobernador regional: Werner Salcedo Álvarez, de Somos Perú.
  - Vicegobernador regional: Noely Loaiza Livano, de Somos Perú.

### Religiosas
- Arzobispo del Cuzco: Monseñor Richard Daniel Alarcón Urrutia, O.F.M.[10]

## Economía

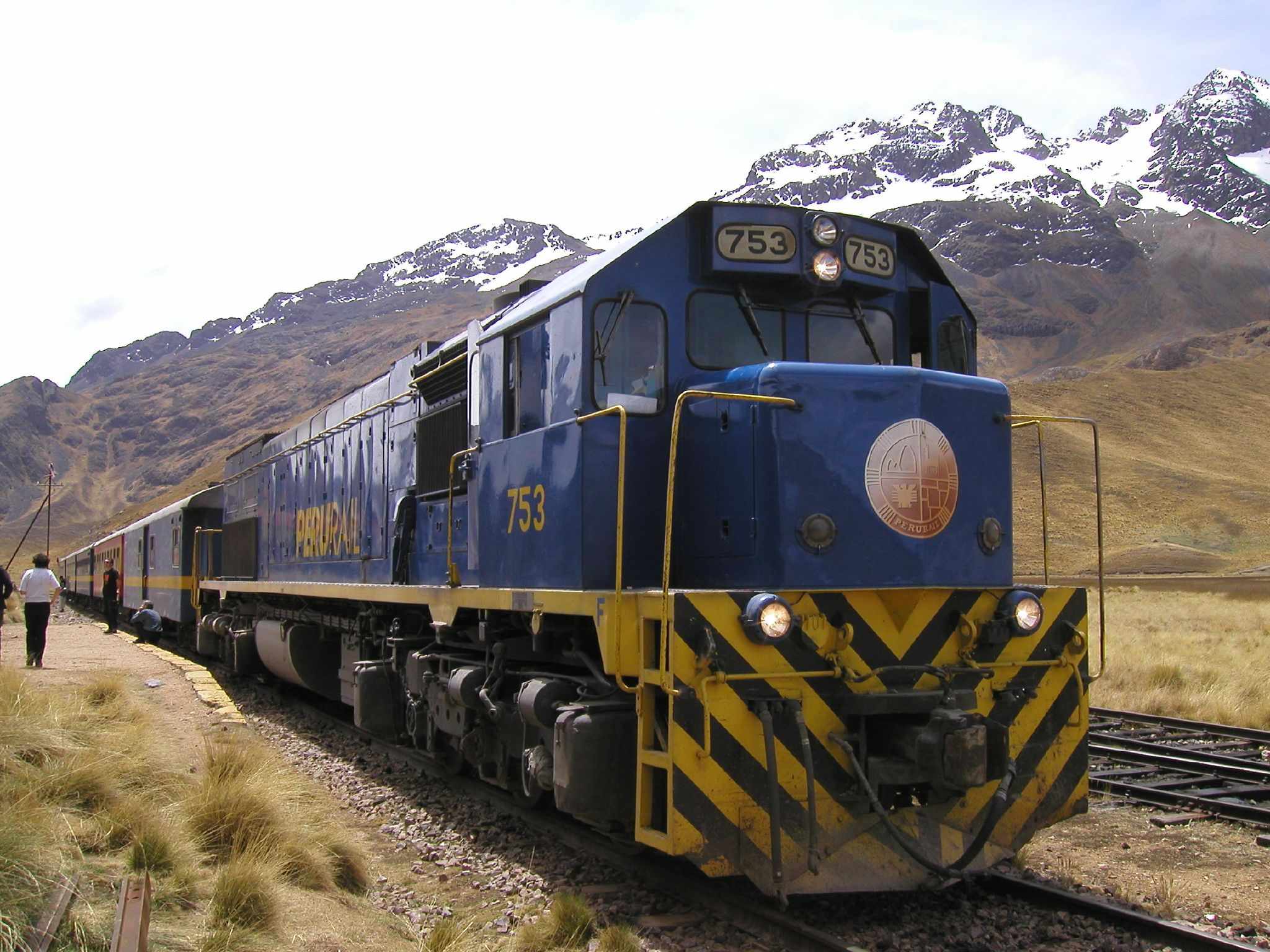
Ferrocarril Cuzco-Puno, importante medio de transporte.

El turismo es la primordial fuente económica. También es importante la extracción de cobre de las minas de Tintaya y la extracción de oro de la mina Río Huaypetue, ambas a cielo abierto. En la agricultura Cuzco es líder en la producción de té, café y cacao. Es el segundo productor de papa y soya del Perú. Por otro lado, la explotación del gas de Camisea es y será determinante para el desarrollo, pues hay dos ricos yacimientos de hidrocarburos. Las reservas recuperables se estiman en 750 millones de barriles de gas natural líquido. Cuzco tiene, asimismo, plantas procesadoras de fertilizantes y una avanzada industria cervecera. Aparte de todo ello, cuenta con las centrales hidroeléctricas de Quillabamba y de Machu Picchu.

### Gas de Camisea
Es en este departamento donde se descubrieron los yacimientos del gas de Camisea y que desde agosto de 2004, después de veinte años de su descubrimiento, y luego de pasar por los departamentos de Ayacucho, Huancavelica e Ica, llega por gasoducto a Lima. En Ica hay una ramificación a Pisco.
La exportación del gas de Camisea está prevista para el año 2008.
De acuerdo con la ley, la región de Cuzco recibe por concepto del canon que le corresponde por la explotación del gas de Camisea el cincuenta por ciento de la regalía que recibe el Estado.
Este país, con la inauguración de Camisea, podrá  ingresar al Foro Mundial de Gas, que apunta a convertirse en una tribuna similar a la OPEP. El citado Foro nació en el año 2000 con su primera conferencia en Irán. El objetivo del Foro del Gas, es intercambiar información entre los países exportadores e importadores del gas siguiendo el camino de la OPEP.

## Educación
- Colegios públicos y privados

- Total: 4.150
- Educación inicial: 2008.
- Educación primaria: 1.743.
- Educación secundaria: 399

- Universidades:

- Universidad Nacional San Antonio Abad del Cusco
- Universidad Andina del Cuzco
- Universidad Tecnológica de los Andes
- Universidad Alas Peruanas con licencia denegada
- Universidad Continental
- Universidad Nacional Diego Quispe Tito

- Institutos de Educación Superior (IES)

- Instituto Superior Tecnológico Público Túpac Amaru
- Instituto de Educación Superior La Salle, de Urubamba
- Escuela de Educación Superior Pedagógica Pública Santa Rosa
- Instituto de Educación Superior Pedagógico Privado Didascalio Jesús Maestro
- Instituto de Educación Superior Pedagógico Privado Uriel García
- Instituto Superior Tecnológico Khipu
- Instituto de Educación Superior Tecnológico Esitur Internacional
- Instituto Superior de Educación Público Quillabamba
- Instituto Superior Tecnológico San Francisco
- Instituto Superior Tecnológico Tuinen Star
- IInstituto Superior Tecnológico Vilcanota

## Atractivos turísticos

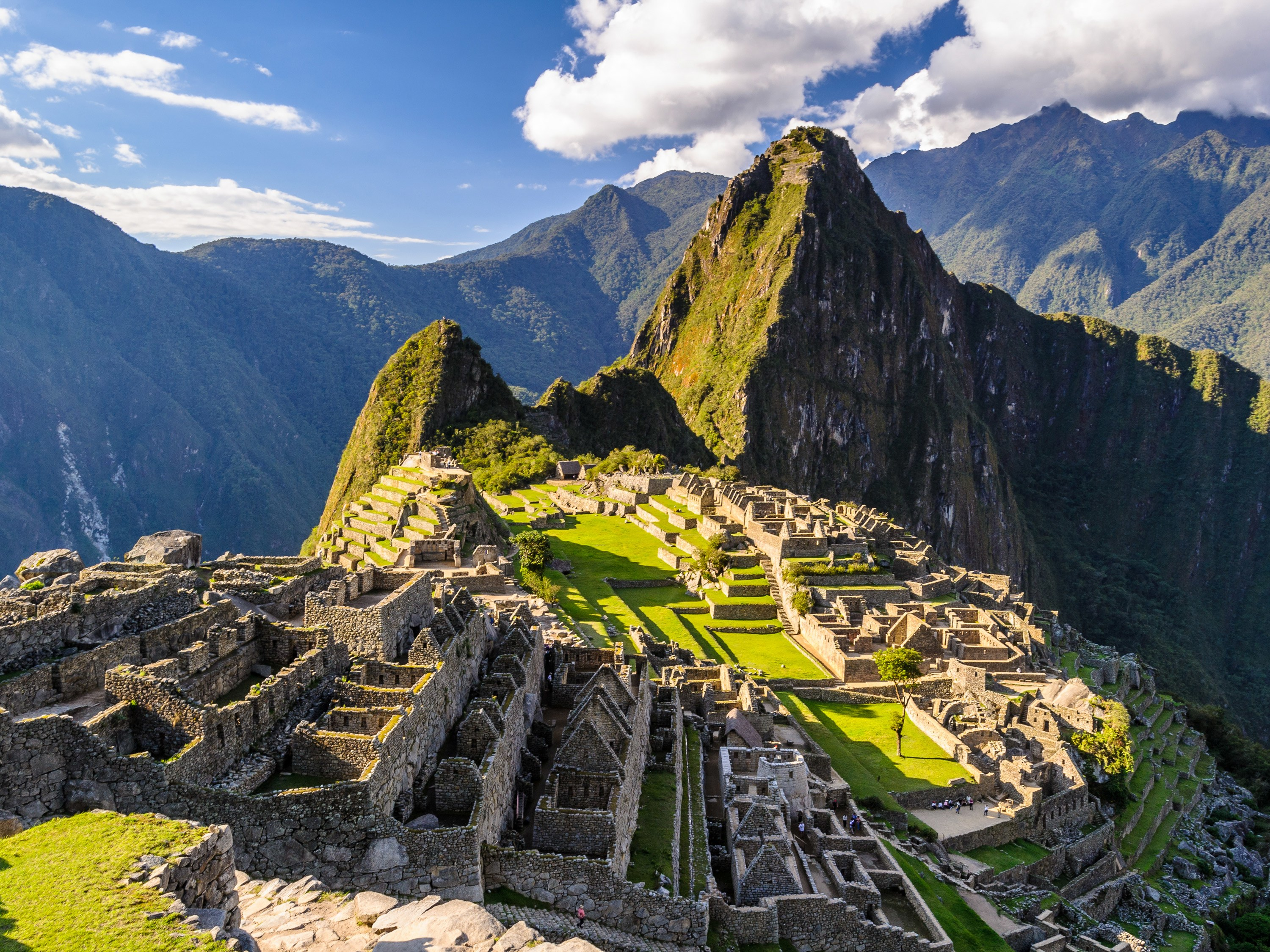
Machu Picchu, símbolo internacional del Cuzco y del Perú.

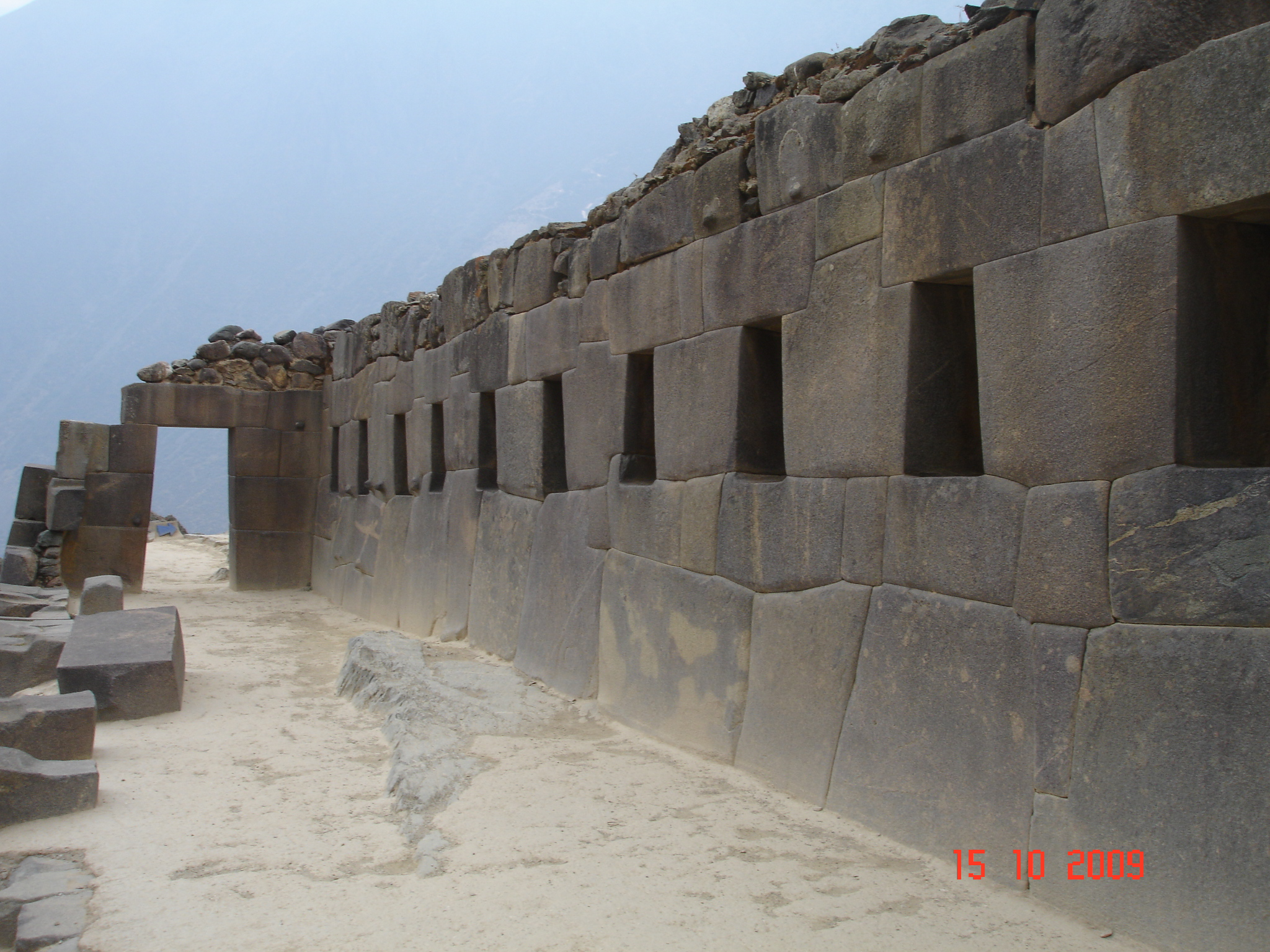
Ollantaytambo

En la capital podemos destacar la plaza de Armas o Huacaypata, la catedral del Cuzco (en cuyo recinto se guarda al Señor de los Temblores, el patrono del Cuzco), la Casa de los cuatro bustos, el Convento de Santo Domingo (construido sobre el Coricancha o Templo del Sol), la casa donde nació Garcilaso de la Vega (hoy Museo Histórico Regional) y el Barrio de San Blas. La iglesia de la Merced, que guarda una custodia de oro de más de un metro de altura, la cual posee 1.528 diamantes y 600 perlas y es considerada una de las obras más famosas de la orfebrería mundial. Es en esta iglesia también encontramos los restos de Diego de Almagro el viejo y Diego de Almagro el Mozo. También encontramos museos, como el Museo de Arte Popular y el Museo de Arte precolombino.
En los alrededores de la ciudad, la fortaleza de Sacsayhuamán se alza impresionante como la antigua protectora de la gran ciudad del Cuzco; más lejos, el anfiteatro de Kenko, la fortaleza de Pucca Pucara y Tambomachay y, ya en el Valle Sagrado de los Incas, Pisac y su impresionante andenería, Moray, Yucay, Urubamba, Chinchero, Ollantaytambo, donde encontramos la Fortaleza de Ollantaytambo la cual es el comienzo del Qhapaq Ñan (Camino Inca). Por fin, en las alturas, la asombrosa ciudadela de Machu Picchu, patrimonio cultural de la humanidad y una de las nuevas maravillas del mundo. Actualmente por la sobrecarga del Camino Inca el geógrafo Daniel López ha propuesto una ruta alterna de senderismo que parte de Limatambo y llega a Machu Picchu pasando por el nevado Salcantay.
En este departamento se encuentra el segundo sistema glaciar más extenso de los andes tropicales, la cordillera de Vilcanota donde se encuentra el nevado del Ausangate, también destaca el parque nacional del Manú, uno de los más ricos del mundo.

## Cultura
- Festival Internacional de Cortometrajes de Cuzco - FENACO Perú

Festividades:
- Inti Raymi

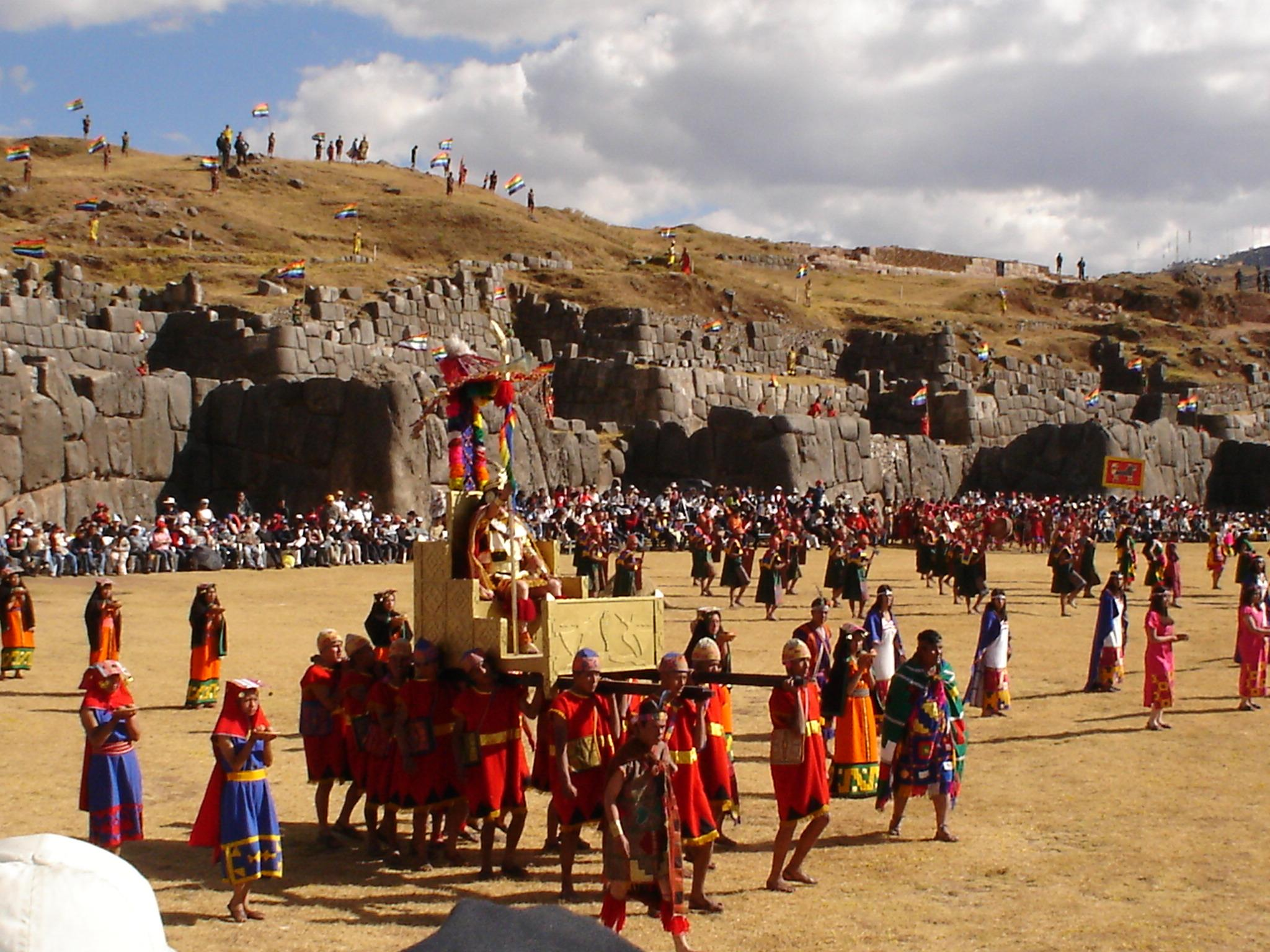
El Inti Raymi o la Fiesta del Sol.

El Inti Raymi o Fiesta del Sol era la festividad más grande, más importante, espectacular y magnífica llevada a cabo en los tiempos del imperio del Tahuantinsuyo, el cual basaba su religión en el culto al Sol o Inti.
- Señor de Quyllor Rit'i

La fiesta empieza el día de la Santísima Trinidad, cuando más de 60.000 peregrinos ascienden hasta el límite de las nieves perpetuas. Se alcanza temperaturas mínimas de -4 °C. El camino se acompaña con una procesión, fuegos artificiales y el mercado simbólico de las alasitas. La fiesta dura en promedio unos cuatro días.
- Señor de Huanca

Todos los años, el 14 de septiembre, miles de devotos del Cuzco, Perú, e incluso de diferentes lugares como Bolivia, Paraguay, Argentina y Chile, se dirigen al santuario del Señor de Huanca para recibir bendiciones. Desde Cuzco, toma de 4 a 6 horas de caminata para llegar al Señor de Huanca.
- Semana Santa

La Semana Santa es una conmemoración central en el mundo católico pues recuerda la muerte y resurrección de Cristo. En el Cuzco, esta celebración está asociada al Señor de los Temblores, protector de la ciudad.
- Corpus Christi

Quince santos y vírgenes de los distintos distritos llegan en procesión a la Catedral para «saludar» al cuerpo de Cristo, es decir, a la hostia consagrada, que se guarda en la fabulosa custodia de oro macizo de 26 kilos y 1,20 metros de alto.
- Santurantikuy

Santurantikuy, que significa 'venta de santos', es un mercado provisional donde imagineros y artesanos ofrecen las más diversas figurillas para alegrar las fiestas navideñas y acompañar los pesebres o «nacimientos» que se arman en las casas y parroquias.
- Señor de los Temblores o el Taytacha

Desde 1650 cuando, según los devotos, un lienzo del Cristo de la Buena Suerte detuvo un fuerte sismo que remecía la ciudad del Cuzco, los pobladores le rinden culto a la imagen del Taytacha de los Temblores.